# Кердей, Ян Грицко
Грицко Кердеевич (Ян Грицко Кердей, Грицко Кирдей, Грицко из Поморян) (ум. 1462) — руський боярин Короны Польской, староста холмский (1431—1439), воевода подольский (1439—1462), староста теребовльский (1456) и красноставский, каштелян львовский.

## Биография
Представитель украинского шляхетского рода Кирдеев. Входил в состав так называемой «русской партии» в Кракове, к которой принадлежали Спытко ІІІ Мельштынский (лидер), Григорий из Браниц, Николай из Борисович, Иван из Загорян, князь Фёдор Острожский, Пётр из Курова и другие представители русской шляхты.
В 1430 году «русская партия» добилась от польского короля Ягайло подписания Едлинского привилея, который уравнивал руськую шляхту в правах с поляками, а после смерти Владислава II Ягелло в 1434 году эта партия сделала вдовствующую королеву Софию Гольшанскую регентшей при малолетних детях.
В 1431 году Грицко Кердеевич принял активное участие в так называемой «Луцкой войне» между Польским королевством и Великим княжеством Литовским. В 1431 году после успешных стычек с литовскими отрядами он взял замки Збараж и Владимир-Волынский, затем участвовал в польском военном походе на Кременец, во время которого разбил литовские отряды под командованием князей Василия и Балабана. В 1433 году Грицко Кердей разгромил литовский отряд князя Александра «Носа» Пинского в бою под Грубешовом. В награду за военные заслуги польский король Ягайло назначил Грицко Кердеевича первым старостой холмским после создания Русского воеводства в 1434 году.
В 1440 году воевода подольский Грицко Кердеевич сопровождал молодого польского короля Владислава Варненьчика во время его экспедиции в Венгрию. Входил в ближайшее окружение нового польского короля Казимира IV Ягеллончика.
Основные имения Грицко Кердея — Поморяны, Винники, Подбережье (под Львовом), Микулинцы, Гусятин, Шпиколосы и села Дуб, Козлы и Поленчи. Содействовал распространению римско-католической веры и построил костёлы в Бильче Шляхетском (под Львовом), Львове и Выжнянах.
Имя Грицко Кирдея фигурировало в многочисленных имущественных судебных актах.
Польские магнаты и шляхта стремились отторгнуть от Великого княжества Литовского Подольскую землю и включить её в состав Польского королевства. В 1430 году после смерти великого князя литовского Витовта польские паны, входившие в свиту польского короля Ягайло, находившего тогда в Вильнюсе, тайно отправили своих гонцов в Каменец-Подольский с сообщением о его смерти. Каменецкие поляки под руководством епископа Павла, предыдущего старосты Грицко Кердеевича, который перешел на их сторону, и братьев Бучацких арестовали и заключили в темницу литовского наместника Яна Довгерда, который не знал о смерти Витовта. Затем польские отряды захватили замки Каменец, Смотрич, Бакоту, Червоноград и Скалу.
Грицко Кердеевич добивался включения спорных Подольской и Холмской земель в состав Польского королевства.
Ян Грицко Кердеевич был дважды женат. Имя его первой жены Клара. Вторично женился на Ядвиге из Бережан, вдове старосты теребовльского Яна Бучацкого (ум. 1454). Дети: Ян и Сигизмунд (ум. 1498).